# Список прем'єр-міністрів Кот-д'Івуару
У статті подано список голів уряду Кот-д'Івуару від моменту здобуття незалежності 1960 року до сьогодення.

## Список
| Порядок                                                   | Ім'я                  | Портрет | Початок повноважень | Закінчення повноважень | Примітки                                    |
| --------------------------------------------------------- | --------------------- | ------- | ------------------- | ---------------------- | ------------------------------------------- |
| 1                                                         | Фелікс Уфуе-Буаньї    |         | 7 серпня 1960       | 27 листопада 1960      |                                             |
| Посаду ліквідовано (27 листопада 1960 — 7 листопада 1990) |                       |         |                     |                        |                                             |
| 2                                                         | Алассан Уаттара       |         | 7 листопада 1990    | 11 грудня 1993         |                                             |
| 3                                                         | Данієль Каблан Дункан |         | 11 грудня 1993      | 24 грудня 1999         | Усунутий в результаті державного перевороту |
| Посада вакантна (24 грудня 1999 — 18 травня 2000)         |                       |         |                     |                        |                                             |
| 4                                                         | Сейду Діарра          |         | 18 травня 2000      | 27 жовтня 2000         |                                             |
| 5                                                         | Паскаль Аффі Н'Гессан |         | 27 жовтня 2000      | 10 лютого 2003         |                                             |
| 6                                                         | Сейду Діарра          |         | 10 лютого 2003      | 7 грудня 2005          |                                             |
| 7                                                         | Шарль Конан Банні     |         | 7 грудня 2005       | 4 квітня 2007          |                                             |
| 8                                                         | Гійом Соро            |         | 4 квітня 2007       | 13 березня 2012        |                                             |
| —                                                         | Жільбер Аке           |         | 6 грудня 2010       | 11 квітня 2011         | Усунутий під час громадянської війни        |
| 9                                                         | Жанно Ахуссу-Куадіо   |         | 13 березня 2012     | 21 листопада 2012      |                                             |
| 10                                                        | Данієль Каблан Дункан |         | 21 листопада 2012   | 10 січня 2017          |                                             |
| 11                                                        | Амаду Гон Кулібалі    |         | 10 січня 2017       | 8 липня 2020           | Помер під час перебування на посаді         |
| 12                                                        | Амед Бакайоко         |         | 8 липня 2020        | 10 березня 2021        | Помер під час перебування на посаді         |
| —                                                         | Патрік Аші            |         | 10 березня 2021     | 17 жовтня 2023         | в. о.                                       |
| 13                                                        | Робер Мамбе           |         | 17 жовтня 2023      |                        |                                             |